# Viminacium (miasto)

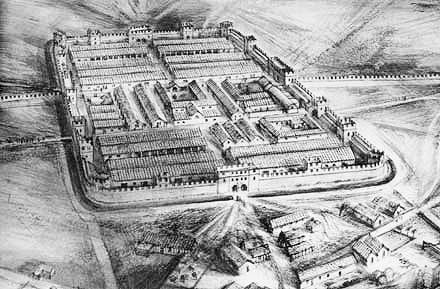
Przypuszczalny wygląd obozu legionowego w Viminacium

Viminacium – starożytne miasto na prawym brzegu Mławy (dopływu Dunaju), położone o 12 km na północ od serbskiego Pożarevaca, dzisiejszy Stari Kostolac.

## Historia
Ważne miasto rzymskie na granicy dunajskiej, usytuowane na wschód od Singidunum (współcześnie Belgrad), powstało na ziemiach plemienia Skordysków jako wielki umocniony obóz legionów (castrum) w pierwszych dziesięcioleciach I wieku n.e. Założenie jego przypisywane jest pierwszym legionom mezyjskim (Legio IV Scythica lub Legio V Macedonica). Prawdopodobnie służyło za główną kwaterę Trajana podczas pierwszej wojny dackiej (101-102 n.e.).
Za czasów Hadriana podniesione do rangi municypium pod nazwą Municipium Aelium. Pełniło funkcję stołeczną dla prowincji Mezja Górna (Moesia Superior). Za panowania Gordiana III uzyskało status kolonii osadników rzymskich (Colonia Viminacium) i prawo bicia lokalnej monety rozmiennej. W 248 n.e. mogło być główną siedzibą uzurpatora Pakacjana – również ze względu na istnienie jedynej wówczas na tamtym obszarze (panońsko-mezyjskim) mennicy cesarskiej. 

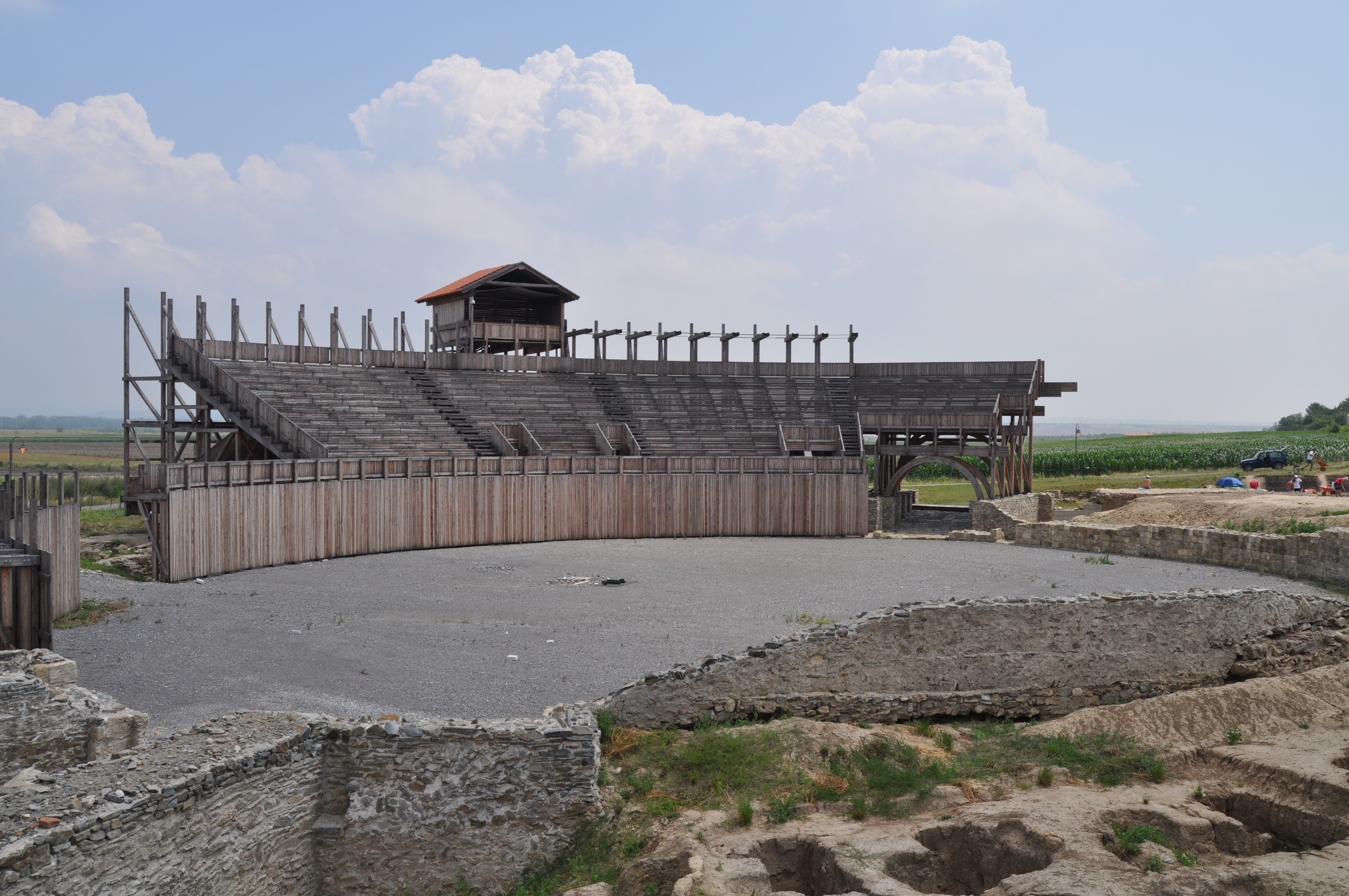
Częściowa rekonstrukcja rzymskiego amfiteatru (2015)

Miejsce stacjonowania dwóch legionów rzymskich (Legio IV Flavia i Legio VII Claudia), także przystań dunajskiej flotylli Rzymian i prawdopodobnie siedziba jej prefekta. Szacuje się, że w obozie stacjonowało 6 tys. żołnierzy, a liczba ludności w towarzyszącej osadzie cywilnej (canabae – odpowiednik późniejszego podgrodzia) wynosiła do 40 tysięcy. Viminacium znane było z eksploatowania w okolicy rud ołowiu i srebra i ożywionego handlu. Dzięki korzystnemu usytuowaniu oraz sąsiedztwu szlaków handlowych i dróg żeglownych mogło również odgrywać szczególną rolę na styku kultur pomiędzy wschodem i zachodem. Miejscowym językiem była łacina, w przeciwieństwie do większości miast południowo-wschodnich prowincji, gdzie panowała greka. Miasto stanowiło liczący się węzeł drogowy, gdyż tamtędy (m.in. z Sirmium do Naissus i do Ratiarii) przebiegała jedna z ważnych na Bałkanach dróg wojskowych (Via Militaris), uzupełniających najstarszy szlak przerzutowy Via Egnatia. W źródłach odnotowano obecność Septymiusza Sewera podążającego tamtędy ze swymi wojskami na zachód. 
Przypuszczenie, że w 251 zmarł tam na zarazę młody cesarz Hostylian (być może wraz ze swą matką Herennią Etruscillą), oparte jest głównie na spekulacjach wynikających z odnalezienia na miejscowej nekropolii okazałego mauzoleum z bogatym wyposażeniem (→Badania i wykopaliska). Wiosną 285 r. w pobliżu rozegrała się bitwa nad Margus (Morawą), decydująca dla Dioklecjana, który pokonał tam liczniejsze wojska Karynusa. Na początku swych rządów Dioklecjan w nowym podziale administracyjnym państwa wyznaczył Viminacium stolicą prowincji Moesia Superior Margensis, przynależnej do diecezji Dacja. Brak jednak przekonujących dowodów na to, iż później było ono miejscem historycznych spotkań cesarzy, m.in. synów Konstantyna decydujących o podziale jego imperium (337), czy Teodozjusza Wielkiego i Gracjana podczas wojen z Gotami w 382. 
Miasto uległo zniszczeniu przez Hunów Attyli w 441 r. i choć ponownie zaludnione przez germańskich osadników (Ostrogotów), odtąd już podupadało. Odbudowane za Justyniana, który przeznaczył mu rolę wysuniętej placówki granicznej cesarstwa, później w VI stuleciu zdobyte zostało przez Awarów (584) i ostatecznie zajęte przez Słowian. 
Historyczną kontynuacją osadnictwa był powstały w VIII wieku na rzymskich ruinach słowiański gród Braniczewo – przypuszczalnie główny ośrodek plemienia Braniczewców, a następnie miasto odgrywające istotną rolę w dziejach średniowiecznej Bułgarii i Serbii..
Od III wieku Viminacium było też stolicą chrześcijańskiej metropolii kościelnej istniejącej aż do najazdów w VI w.; obecnie biskupstwo tytularne Kościoła rzymskokatolickiego.

## Badania i wykopaliska

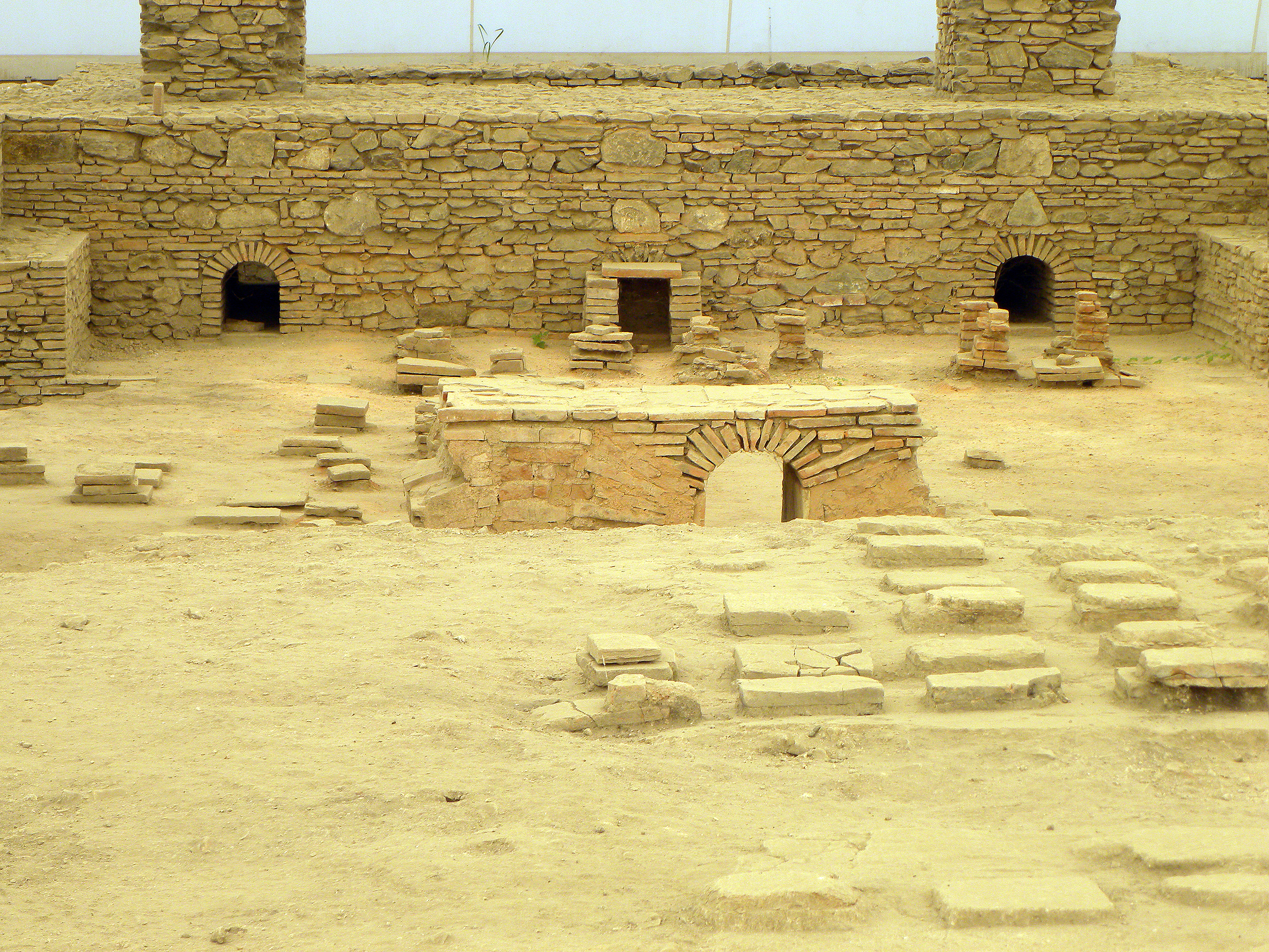
Fragment term z systemem hypokaustum

Pozostałości antycznego miasta na terenie wsi Stari Kostolac i Drmno stwierdzono już w XVIII wieku. Obszar ten był miejscem pierwszych w Serbii wykopalisk archeologicznych zapoczątkowanych w 1882 przez architekta Mihajlo Valtrovicia. Właściwe prace badawcze podjął jednak dopiero w latach 70. XX wieku Miloje R. Vasić i jego współpracownicy. Dzięki dokonanym przez nich znaleziskom Viminacium zyskało miano „bałkańskich Pompejów”. 
Wykopaliska odsłoniły przede wszystkim pierwotne centrum miasta, tj. obóz legionów, obejmujący rozległy prostokąt (ok. 443x386 m), z zachowanymi odcinkami brukowanych ulic, częścią systemu kanalizacyjnego, ujęciami wodnymi i fundamentami domostw. Na terenie obozu legionowego zlokalizowano odsłoniętą w latach 2002-2003 bramę północną (porta praetoria), ustalono też zasięg przyobozowej osady cywilnej (canabae legionis). Do ważniejszych odkrytych obiektów na obszarze 450 ha należą:
- amfiteatr, którego pojemność oceniana na 12 tys. miejsc, pozwala zaliczać go do największych na Bałkanach; oprócz niego ujawniono też ślady hipodromu;
- akwedukt w postaci kamiennej rynny na poziomie gruntu, odsłonięty na długości ok. 1 km (łącznie ustalono jego przebieg na przestrzeni blisko 4 km);
- termy z ujawnionym systemem wewnętrznego ogrzewania (hypocaustum).

Miejscem bogatych znalezisk okazała się nekropolia z II-III wieku zawierająca m.in. groby komorowe. Łączone ze zgonem cesarza Hostyliana anonimowe mauzoleum o wymiarach 20x20 m (główna konstrukcja – 5x5 m), pochodzi z poł. III w. i uległo dewastacji zapewne w początkach IV stulecia (po edykcie mediolańskim). Łącznie na eksplorowanym terenie odkryto blisko 14 tys. zróżnicowanych pochówków (datowanych od I do VI w.), wraz z pomnikami nagrobnymi i sarkofagami zdobionymi płaskorzeźbami ze scenami mitologicznymi oraz z życia codziennego. W grobach IV-wiecznych uwagę zwracają freski, stanowiące niekiedy przykład artyzmu rzymskiej sztuki prowincjonalnej. Liczne odnalezione na obszarze ruin dyplomy wojskowe są świadectwem pobytu na tym terenie konkretnych jednostek wojskowych.   
Obiekty pochodzące z wykopalisk (ogółem ok. 40 tys., w tym 700 ze złota i srebra) znajdują się głównie w muzeum w Pożarevacu, cenniejsze – w Muzeum Narodowym w Belgradzie.

### Zabytki numizmatyczne

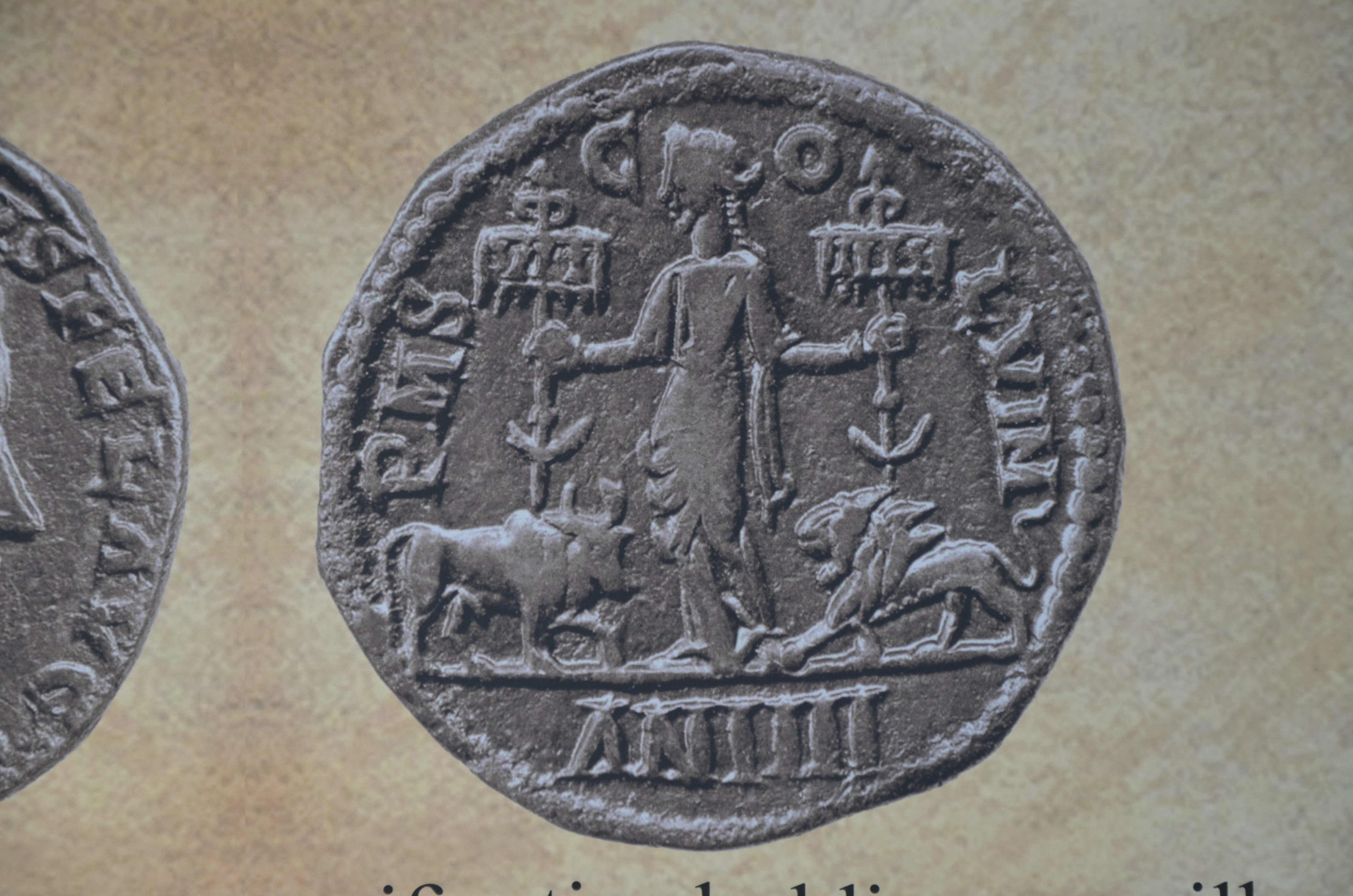
Rewers sestercjusza z miejscowej mennicy (242/243 n.e.)

Podniesione za Gordiana III do rangi kolonii (239), Viminacium miało prawo emitowania własnej monety rozmiennej z brązu, początkowo wartości 2 (dupondius) i 4, później tylko 4 asów (odpowiednik sestercjusza). Nosiła ona następujące oznaczenie rewersowe: P(rovincia)M(oesia)COL(onia)VIM(inacium), a w ekserdze – AN(nus) (z wymienieniem roku – od I do XVI, z pominięciem X i XV). Wyobrażenie rewersowe ukazywało postać kobiecą (zapewne personifikację prowincji) roztaczającą ręce nad bykiem i lwem (jako znakami miejscowych legionów: VII Klaudyjskiego i III Flawijskiego). Na awersie widniało uwieńczone (ukoronowane) popiersie aktualnego władcy. Ponadto w obiegu powszechnym (cesarskim) mennica wypuszczała srebrne antoniniany, będąc czynna (z przerwami) do roku 254/255, tj. do panowania Galiena. Monety te występują we wszystkich skarbach srebrnych na Półwyspie Bałkańskim.

## Inne znaleziska

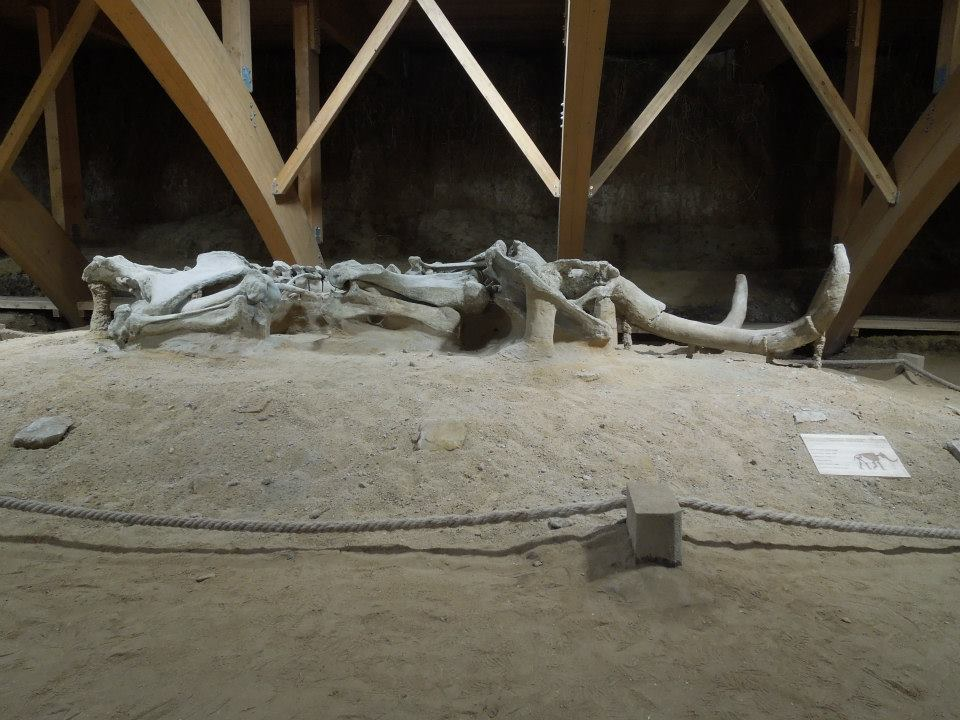
Jedne z odkrytych szczątków mamuta

W pobliżu obszaru wykopalisk odnaleziono też w czerwcu 2009 prawie nienaruszone szczątki mamuta stepowego (Mammuthus trogontherii), pochodzące ze środkowego plejstocenu. W miejscu tym odsłonięto następnie (2012) cmentarzysko tych zwierząt zawierające kolejne 7 szkieletów mamucich. Wokół stanowiska otwarto w 2014 park prehistoryczny. 
Do przedrzymskich znalezisk należy również statuetka bóstwa żeńskiego sprzed ok. 4 tys. lat. Odkrycie to, dokonane w 2012, łączone jest z niemal bliźniaczym idolem znalezionym w Kličevacu w 1881, a bezpowrotnie zaginionym po I wojnie światowej.